# Distrito de Ernakulam
Ernakulam (en malayalam; എറണാകുളം ജില്ല) es un distrito de India, en el estado de Kerala. 
Comprende una superficie de 1053 km². Según el censo de 2011, contaba con una población total de 3 282 388 habitantes.
El distrito es conocido en el país por albergar la ciudad de Cochín, centro de la principal aglomeración urbana de Kerala y una de las ciudades más importantes de la India. La sede administrativa del distrito se ubica en Kakkanad, un área industrial y residencial situada en las afueras orientales de Cochín y perteneciente al municipio de Thrikkakkara. El distrito recibe su nombre de Ernakulam, ciudad histórica que actualmente es el distrito financiero de Cochín.
La mayoría de la población está formada a partes casi iguales por hinduistas (45,99%) y cristianos (38,03%), habiendo una importante minoría de musulmanes (15,67%). El malabar es el único idioma hablado en la mayor parte del distrito; sin embargo, la importancia económica de Cochín hace que buena parte de los habitantes del área urbana entiendan el tamil, el hindi y el inglés, aunque raramente los hablan fueran del ámbito comercial. La alfabetización alcanza al 95,89% de la población.

## Organización territorial
Se divide en siete talukas: Aluva, Kanayannur (con capital en Ernakulam), Cochín (con capital en Fort Kochi), Kothamangalam, Kunnathunad (con capital en Perumbavoor), Muvattupuzha y North Paravur. En cuanto a la autonomía local específica de las ciudades, Cochín posee el estatus de corporación municipal desde 1967 (mediante la fusión de los hasta entonces municipios de Fort Kochi, Mattancherry y Ernakulam), mientras que otras trece ciudades funcionan como municipios: North Paravur, Piravom, Muvattupuzha, Koothattukulam, Perumbavoor, Aluva, Angamaly, Thripunithura, Kalamassery, Kothamangalam, Eloor, Maradu y Thrikkakara.